# Tolidostena
Tolidostena is een geslacht van kevers uit de familie spartelkevers (Mordellidae).
Het geslacht is voor het eerst wetenschappelijk beschreven in 1942 door Ermisch.

## Soorten
Het geslacht omvat de volgende soorten:
- Tolidostena atripennis Nakane, 1956
- Tolidostena ermischi Nakane, 1956
- Tolidostena fusei (Tokeji, 1953)
- Tolidostena hayashii (Kiyoyama, 1991)
- Tolidostena japonica (Tokeji, 1953)
- Tolidostena montana Kiyoyama, 1991
- Tolidostena similator Kiyoyama, 1991
- Tolidostena taiwana (Kiyoyama, 1987)
- Tolidostena tarsalis Ermisch, 1942